# MenuetOS
MenuetOS ist ein vollständig in x86-Assemblersprache geschriebenes Betriebssystem, das sehr kompakt ist und schnell auf 32- und 64-Bit-Architekturen läuft.
Die Systemschnittstellen sind für eine Programmierung in Assembler optimiert, so dass es verhältnismäßig einfach ist, auch grafische Anwendungen in Assemblersprache zu schreiben. Insbesondere im AMD64 long-mode ergeben sich deutliche programmiertechnische Vereinfachungen.
Der Mehrkernbetrieb wird in der 64-bit-Version ab v0.93w unterstützt. Die 32-bit-Version wird nicht mehr weiterentwickelt, aber noch zum Download angeboten.